# Гурвич, Иосиф Михайлович
Ио́сиф Миха́йлович (Моисе́евич) Гу́рвич (18 января 1907, Кишинёв, Бессарабская губерния — 1992, Москва) — советский живописец, график, монументалист, иногда именуемый «советским сезанистом» или «Русским Сезанном». Заслуженный художник РСФСР (1974).

## Биография
Родился 5 января (по старому стилю) 1907 года в Кишинёве в бедной еврейской семье. Его родители, Мойше Шлёма-Сроелович Гурвич и Малка Янкелевна Васер сочетались браком в Кишинёве 4 октября 1901 года. Жил с отцом в Одессе. С 1919 года работал в одесской Юг-РОСТа. В 1921—1925 годах там же занимался сначала в художественной школе выпускника петербургской Императорской Академии художеств Вульфа Абрамовича Рейнгбальда, затем на курсах изоискусств у Ю. Р. Бершадского, а в 1925—1930 годах — в Одесском художественном институте у Т. Б. Фраермана. С 1929 года входил в Ассоциацию революционного искусства Украины (АРМУ).
В 1930—1932 годах преподавал в Одесском художественном институте, в 1932 году переехал в Москву и посвятил себя творческой работе. В 1942—1945 годах — в действующей армии. После Великой Отечественной войны преподавал в студии художников-инвалидов войны и одновременно в Детской художественной школе (1946—1967).
Основные работы: «Отдых рабочих» (1929, холст, масло), серии «Девушки метро» и «На строительстве метро» (1932—1938, холст, масло), «Молдавские ковровщицы» (1939, холст, масло), «Москва. 1941 год» (1941, холст, масло), «Баррикады на Башиловке» (1942, холст, масло), «Освобождение Донбасса» (1965—1969), «Портрет Анжелики» (1982). Работы находятся в музеях Москвы, Киева, Каунаса, Баку, Комсомольска-на-Амуре и различных зарубежных галереях.
Дети И. М. Гурвича — московские художники Михаил Иосифович Гурвич и Елена Иосифовна Гурвич.
К 100-летию со дня рождения художника были организованы его выставки в «Галерее А3» (18—28 января 2007) и в выставочном зале Московского Союза художников (17—28 апреля 2007).
По воспоминаниям художника Владимира Александровича Юркина, ученика Павла Корина и приятеля Иосифа Гурвича, Гурвич в 1960-х годах сыграл большую роль в спасении района Замоскворечья в Москве от разрушения. Он сфотографировал все старинные дома в районе Замоскворечья, сделал большие фотографии этих исторических зданий, размножил в нескольких экземплярах, перечеркнул изображения домов на фотографиях крест-накрест красной гуашью и отослал все экземпляры каждому их членов Политбюро ЦК КПСС с соответствующими комментариями. В итоге Замоскворечье было спасено от сноса.
Похоронен в Москве на Николо-Архангельском кладбище.

## Иллюстрации
- Рисунки И. М. Гурвича
- Картины И. М. Гурвича в галерее Vlad Art
- Натюрморт, Девушка с гитарой, Девушка,  Натюрморт с вазой,  В метро